# Erhard Liechti

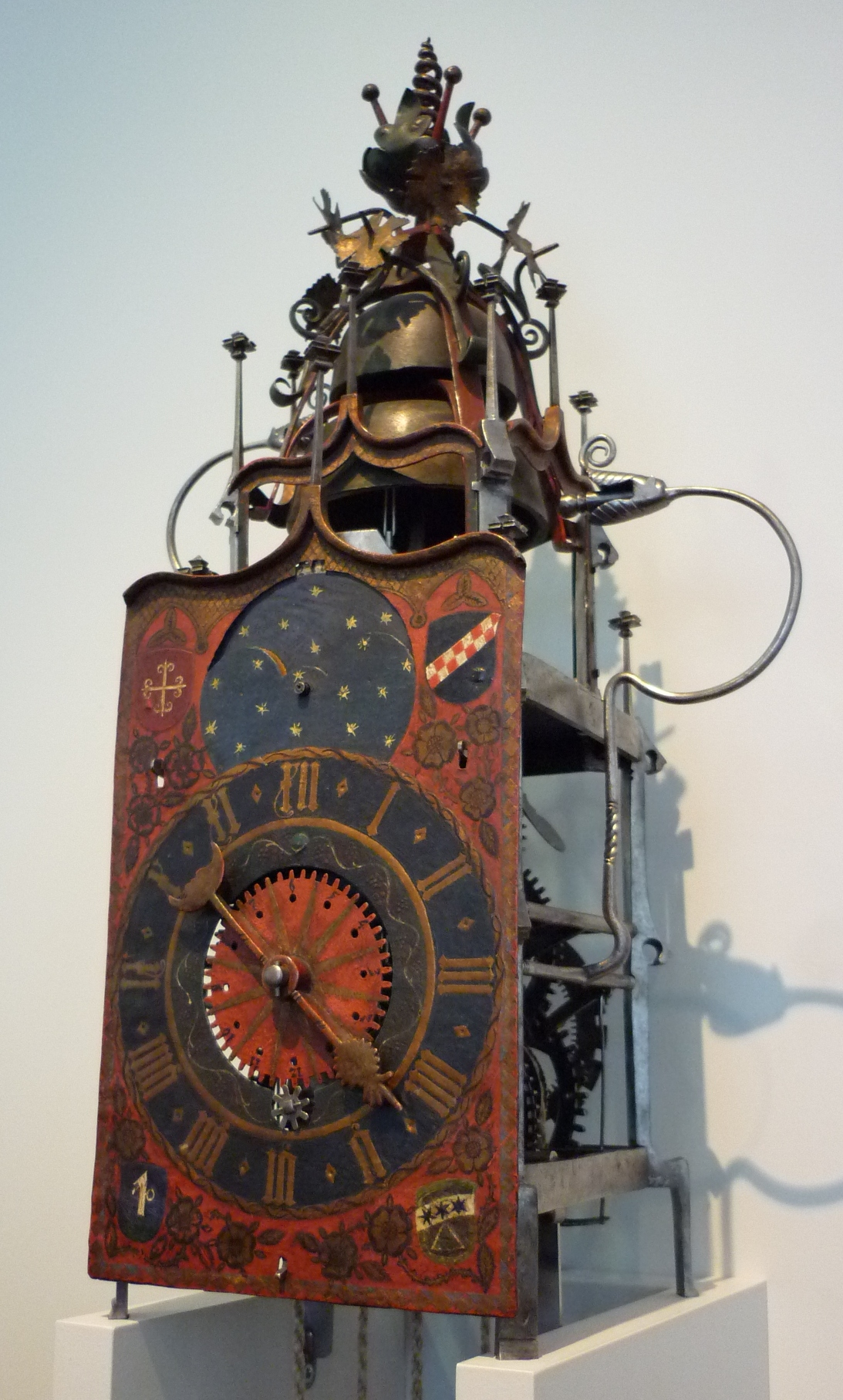
Eiserne Konsolenuhr von 1572 (Uhrensammlung Kellenberger, Gewerbemuseum Winterthur)

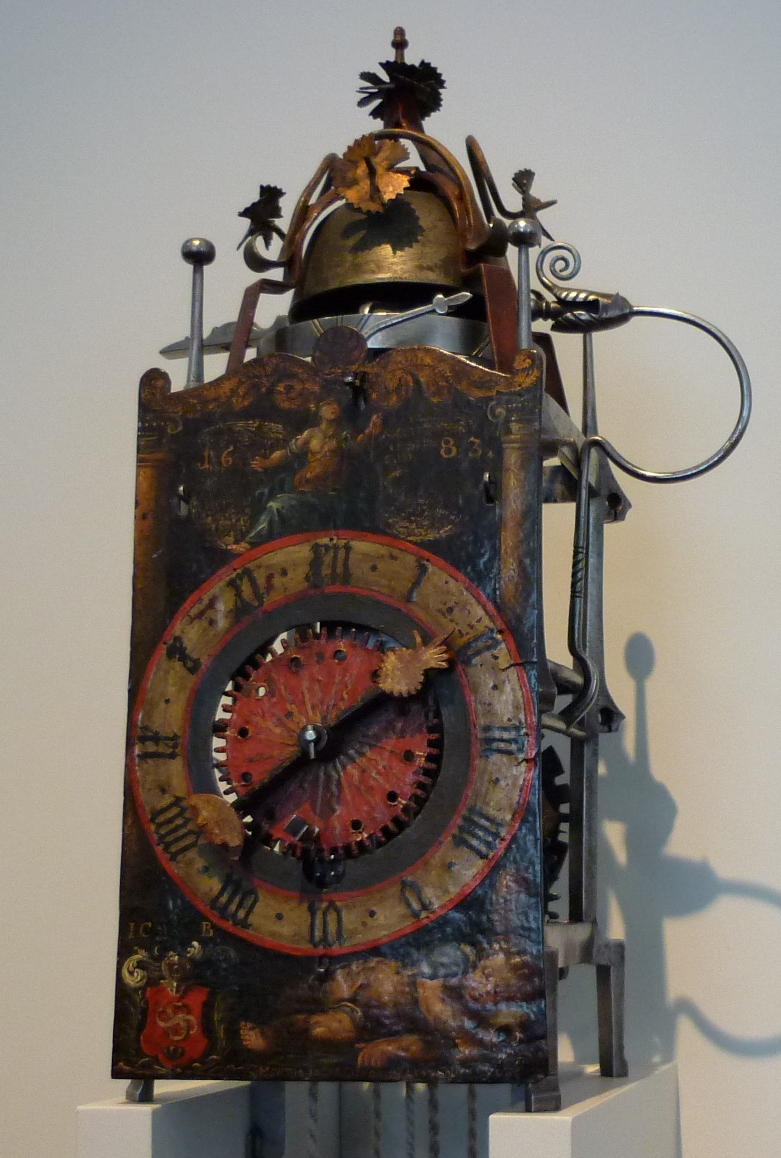
Eiserne Konsolenuhr von 1580, 1683 Zifferblatt renoviert (Uhrensammlung Kellenberger, Gewerbemuseum Winterthur)

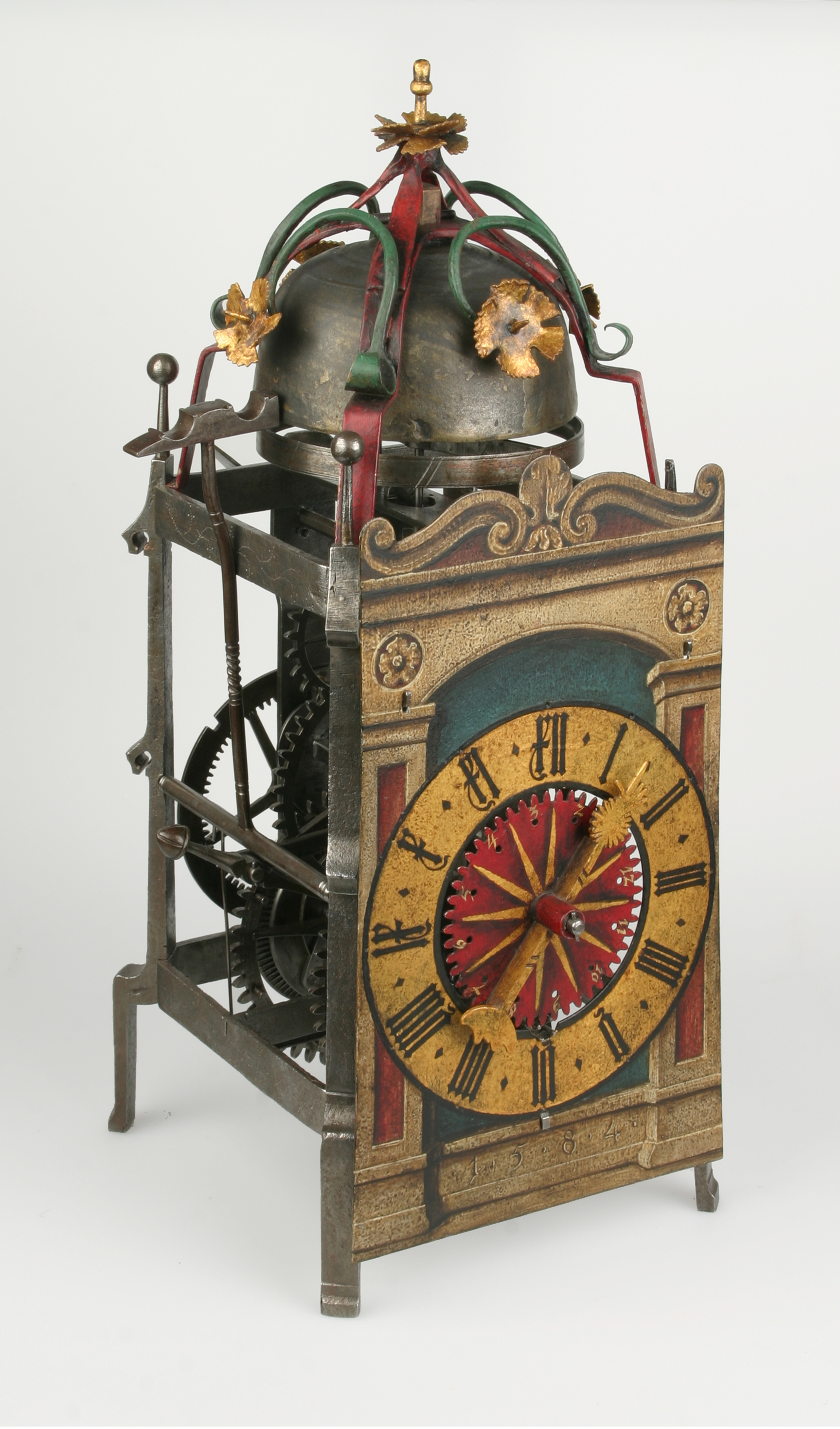
Eiserne Konsolenuhr von 1584 (Deutsches Uhrenmuseum Furtwangen)

Erhard Liechti (* um 1530 in Winterthur; † 31. Dezember 1591 ebenda) war ein Schweizer Uhrmacher.

## Leben
Liechti war der zweite Sohn von Laurentius I (1489–1545), dem Schlosser, Uhrenmacher und Stammvater der Winterthurer Uhrenmacherdynastie Liechti. Er absolvierte seine Lehre als Uhrmacher vermutlich in Deutschland. Nach einer Gesellentätigkeit kehrte er nach Winterthur zurück und richtete in der Untervorstadt eine Uhrmacherwerkstatt zur Herstellung von Zimmeruhren ein. Während sein Vater ausschliesslich Turmuhren herstellte und sein Bruder Laurentius II als Schlosser tätig war, sind von ihm nur fünf Aufträge für Turmuhren bekannt. Liechti wurde 1565 in den Grossen Rat und 1588 in den Kleinen Rat seiner Heimatstadt gewählt. Er brachte es zu erheblichem Wohlstand und konnte zwei Anwesen in Winterthur erwerben. Seine Söhne Ulrich (1560–1627) und Andreas I (1562–1621) führten sein kunsthandwerkliches Wirken weiter. Die Familientradition der Uhrmacherfamilie Liechti setzte sich bis ins 19. Jahrhundert fort.

## Werk
Liechti verbesserte das System der seit anfangs 15. Jahrhunderts verbreiteten gotischen Eisenräderuhr, das auf dem Prinzip von Radunruh, Spindelgang und Waaghemmung basierte. Seine um die 50 cm hohen Zimmeruhren sind mit einem Gehwerk, einem Schlagwerk mit teilweise Viertel- und Stundenschlag sowie einem Weckerwerk ausgerüstet. Dieses dreifache Werk wird von einem Uhrenaufbau in Pfeilerform umfasst, das einer Skelettuhr ähnelt und kein Gehäuse darstellt. Das Zifferblatt ist mehrfarbig (meist rot, blau, gold) mit Landschafts- und Architekturmotiven oder mit religiösen Mahnsprüchen bemalt. Die Spitze des Aufbaus bildet ein zweiteiliger Glockenstuhl mit Blütenornamentik. Diese Eisenräderuhren wurden ohne Schrauben zusammengefügt und nur durch Keile zusammengehalten. Die Uhren mussten alle 8 bis 16 Stunden aufgezogen werden.
Rund 50 seiner mit Monogramm und Jahresangabe versehenen Werke aus den Jahren 1557 bis 1591 sind noch erhalten. Seine Kunden waren wohlhabende Patrizier und reiche Klöster. Die offene eiserne Stuhluhr blieb bis zur Erfindung des ganggenaueren Pendeluhren Mitte des 17. Jahrhunderts weit verbreitet.

## Museen
- Gewerbemuseum Winterthur: Die Uhrensammlung Kellenberger zeigt einen Querschnitt durch Liechtis Schaffen.
- Musée international d’horlogerie, La Chaux-de-Fonds
- Uhrenmuseum Beyer, Zürich
- Deutsches Uhrenmuseum, Furtwangen